# Chele Arena
Chele Arena es un estadio multiusos en Kobuleti, Georgia. Es utilizado mayoritariamente para partidos de fútbol y es la casa del FC Shukura Kobuleti y también la fue del FC Dinamo Batumi hasta 2020. El estadio tiene una capacidad de 6000 personas.
En 2012 fue remodelado debido a las malas condiciones en el que se encontraba, se instalaron nuevas gradas y la pista fue cubierta por césped artificial.